# The Ultimate Fighter: Team Joanna vs. Team Cláudia Finale
The Ultimate Fighter: Team Joanna vs. Team Cláudia Finale (también conocido como The Ultimate Fighter 23 Finale) fue un evento de artes marciales mixtas celebrado por Ultimate Fighting Championship el 8 de julio de 2016 en el MGM Grand Garden Arena, en Las Vegas, Nevada.

## Historia
El evento estelar contó con el combate por el Campeonato de Peso Paja de Mujeres de UFC, Joanna Jędrzejczyk y Cláudia Gadelha.
El evento coestelar contó con el combate entre Andrew Sanchez y Khalil Rountree.